# Conoidea
Super-famille
Synonymes
- Toxoglossa Troschel, 1848[1]

Les Conoidea sont une super-famille de gastéropodes marins carnivores de l'ordre  des Neogastropoda.
Ce sont des mollusques de forme généralement coniques ; une grande partie sont carnassiers et chassent leurs proies au moyen d'une radula modifiée en harpon venimeux. Certaines espèces tropicales sont dangereuses pour l'Homme (principalement dans le vaste genre Conus). 

## Liste des familles
Selon World Register of Marine Species (21 mars 2016) :
- famille Borsoniidae Bellardi, 1875 -- 1 genre
- famille Bouchetispiridae Kantor, Strong & Puillandre, 2012
- famille Clathurellidae H. Adams & A. Adams, 1858
- famille Clavatulidae Gray, 1853
- famille Cochlespiridae Powell, 1942
- famille Conidae Fleming, 1822
- famille Conorbidae de Gregorio, 1880
- famille Drilliidae Olsson, 1964
- famille Horaiclavidae Bouchet, Kantor, Sysoev & Puillandre, 2011
- famille Mangeliidae P. Fischer, 1883
- famille Mitromorphidae Casey, 1904
- famille Pseudomelatomidae Morrison, 1966
- famille Raphitomidae Bellardi, 1875
- famille Strictispiridae McLean, 1971
- famille Terebridae Mörch, 1852
- famille Turridae H. Adams & A. Adams, 1853 (1838)
- Conoidea non assignés

## Galerie

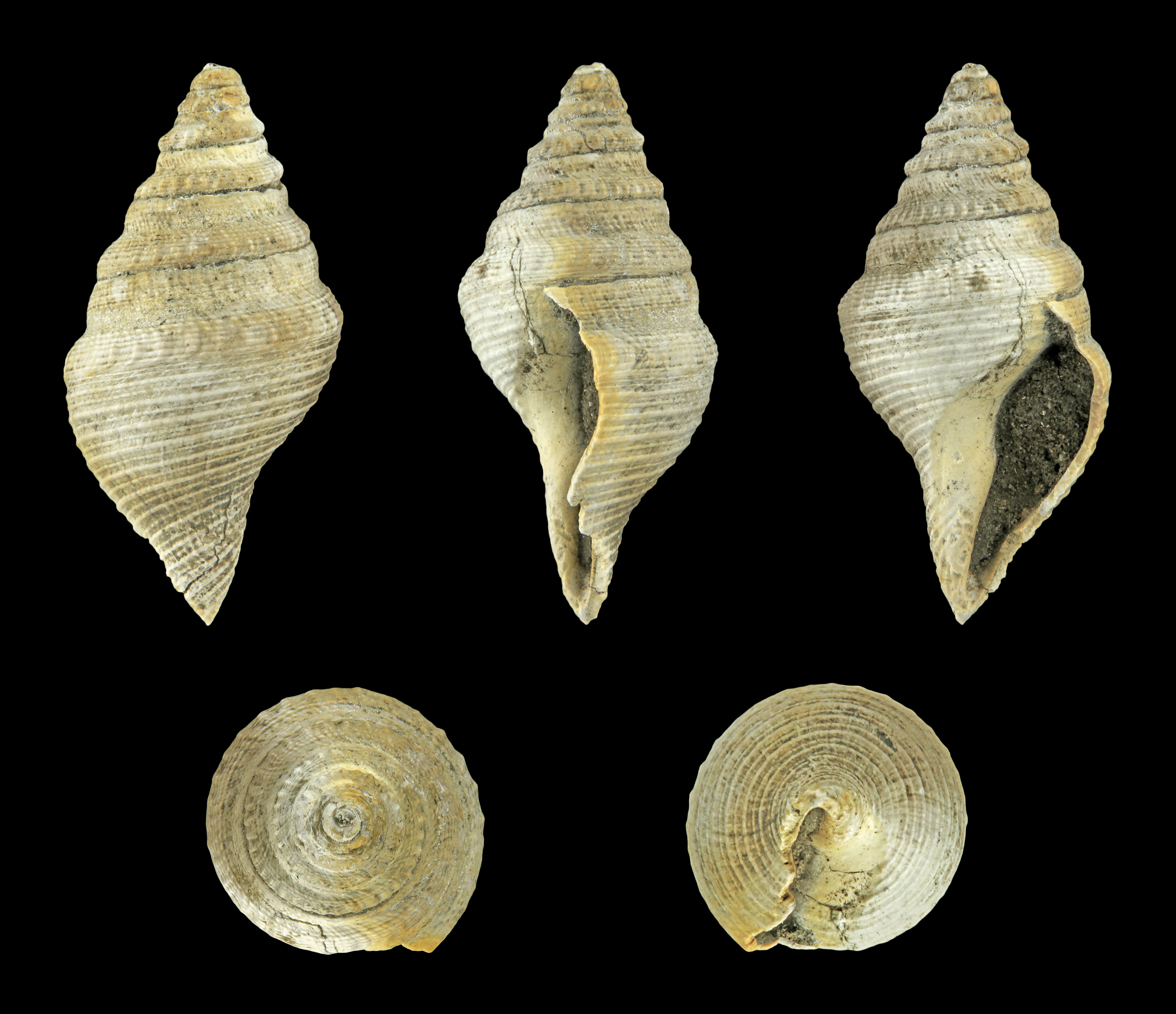
Bathytoma cataphracta jugleri, un Borsoniidae.
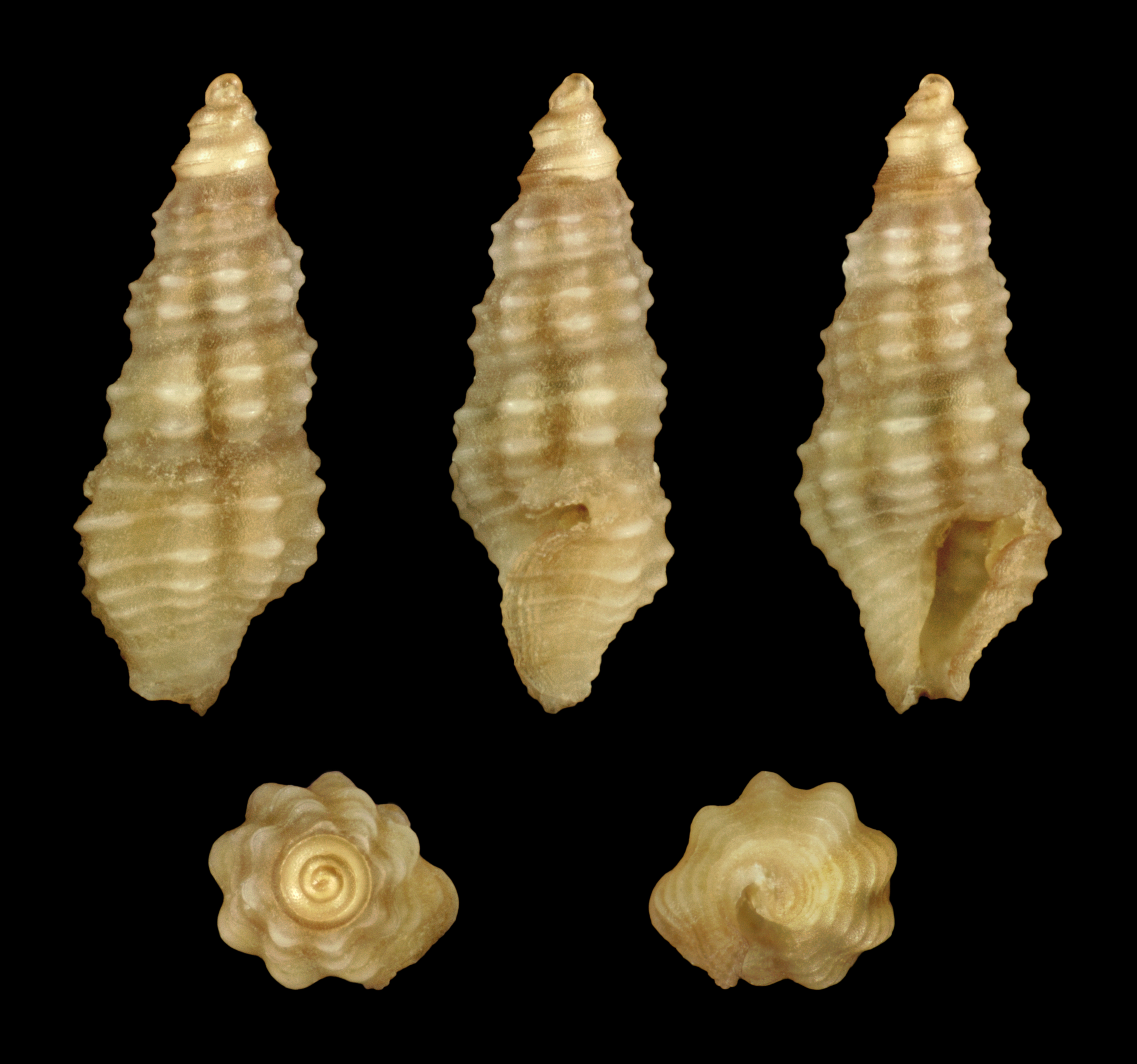
Etrema trigonostoma, un Clathurellidae.
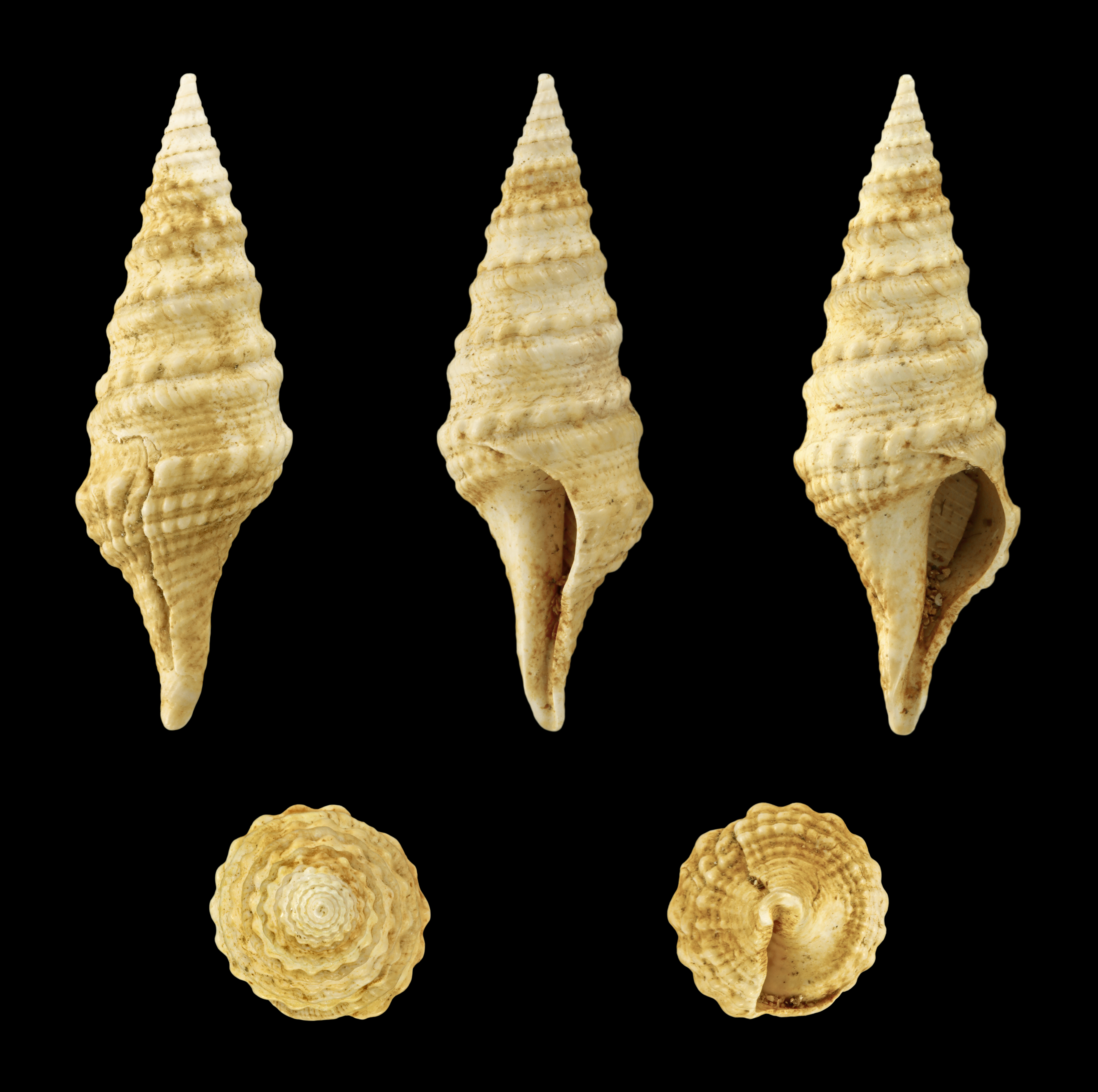
Clavatula asperulata, un Clavatulidae.
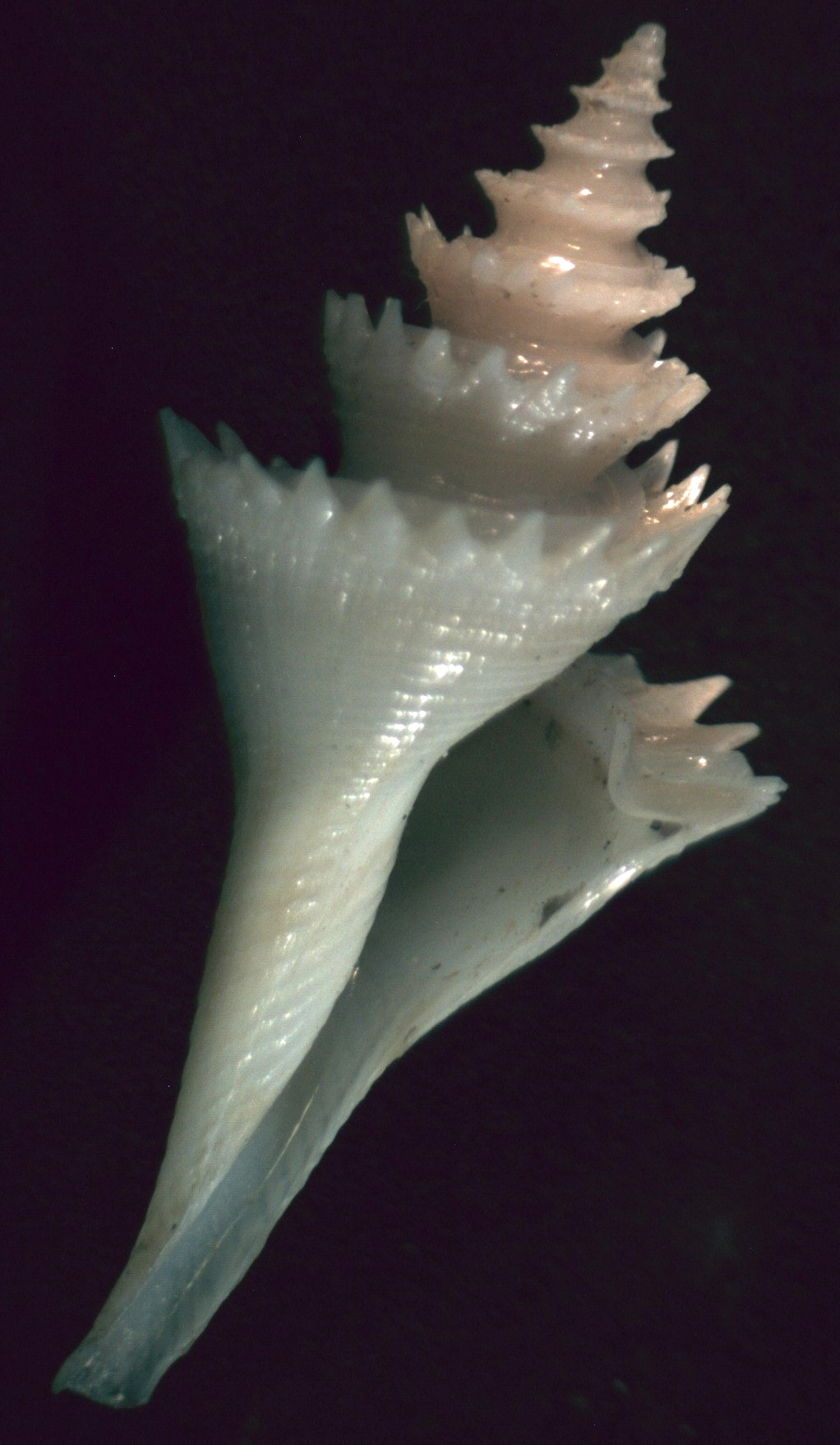
Cochlespira radiata, un Cochlespiridae.
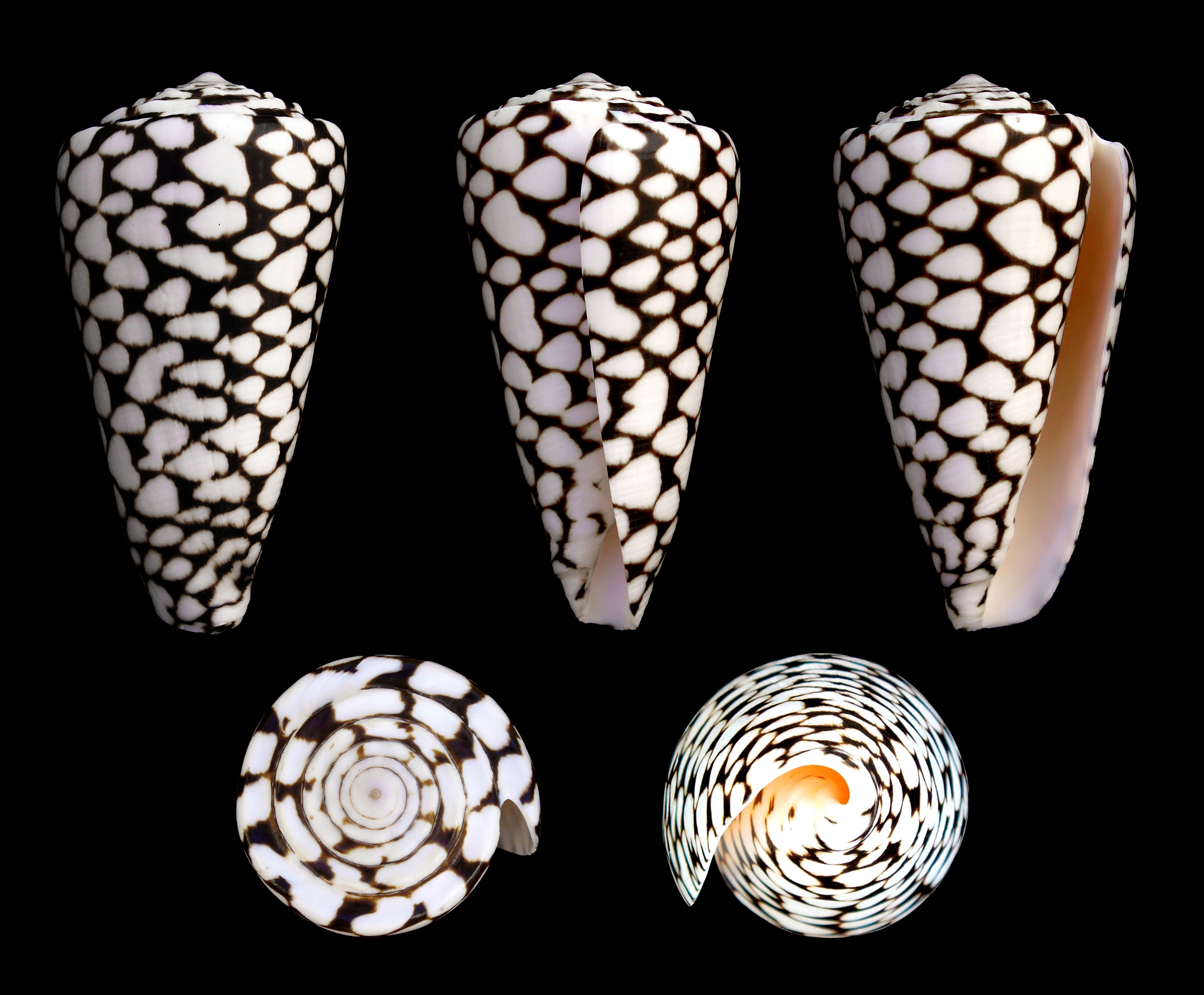
Conus marmoreus, un Conidae.
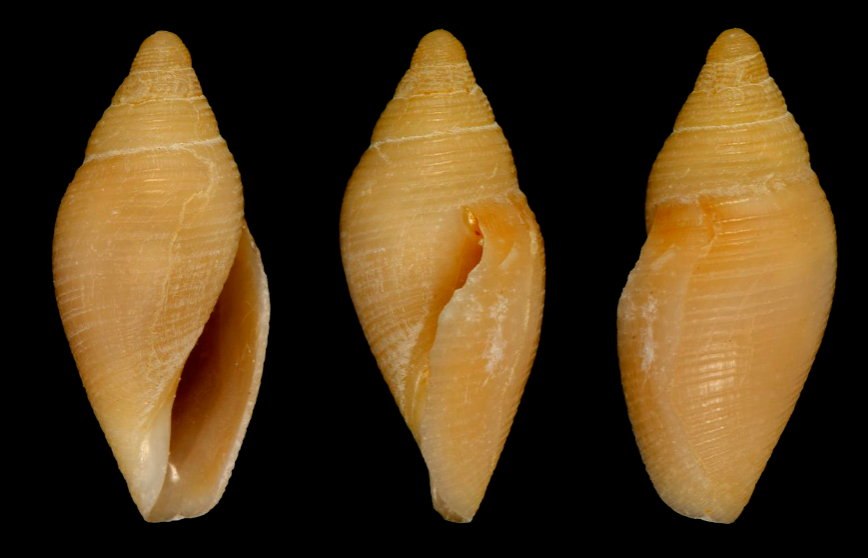
Benthofascis sarcinula, un Conorbidae.
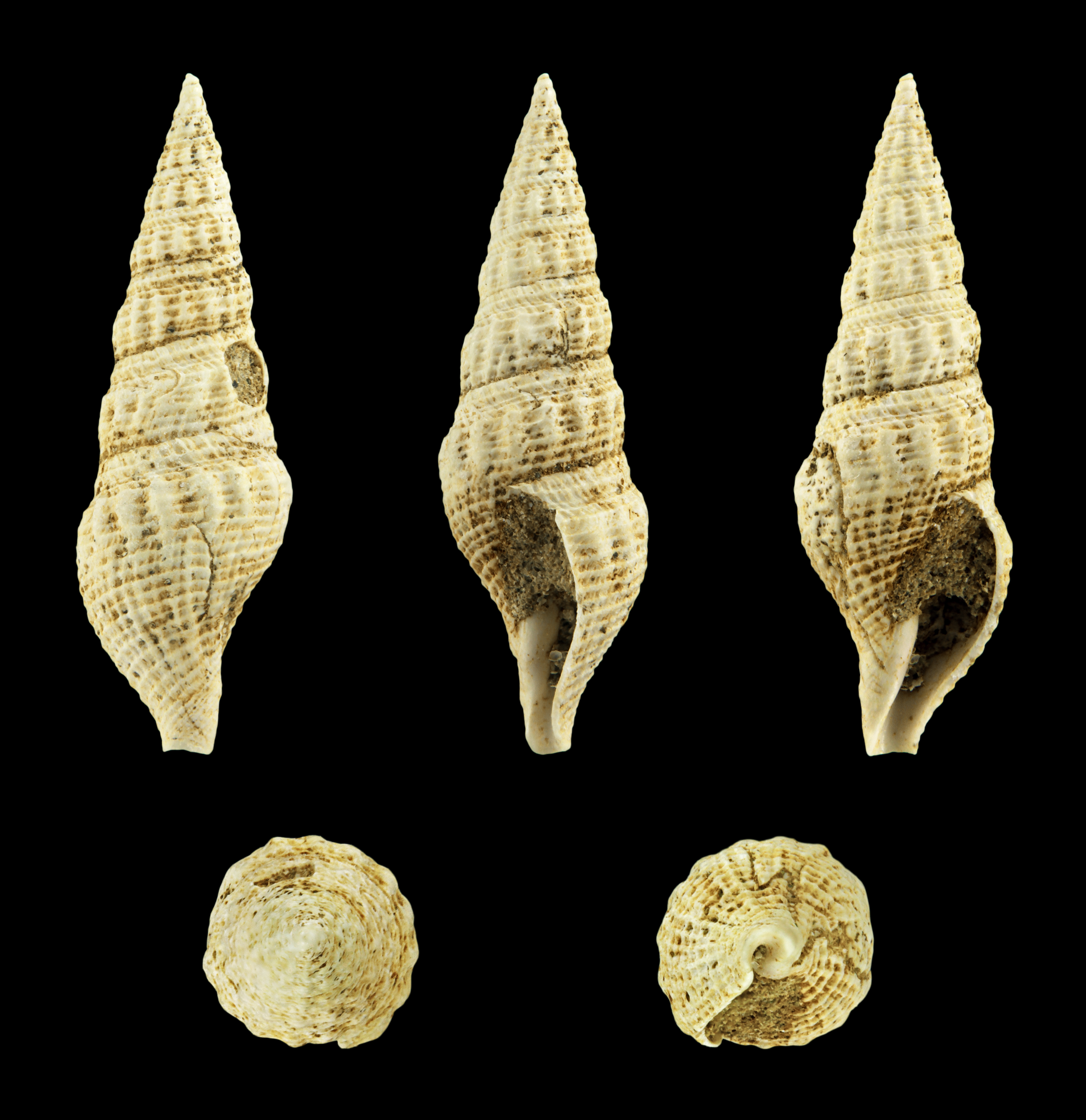
Drillia miocaenica, un Drilliidae.
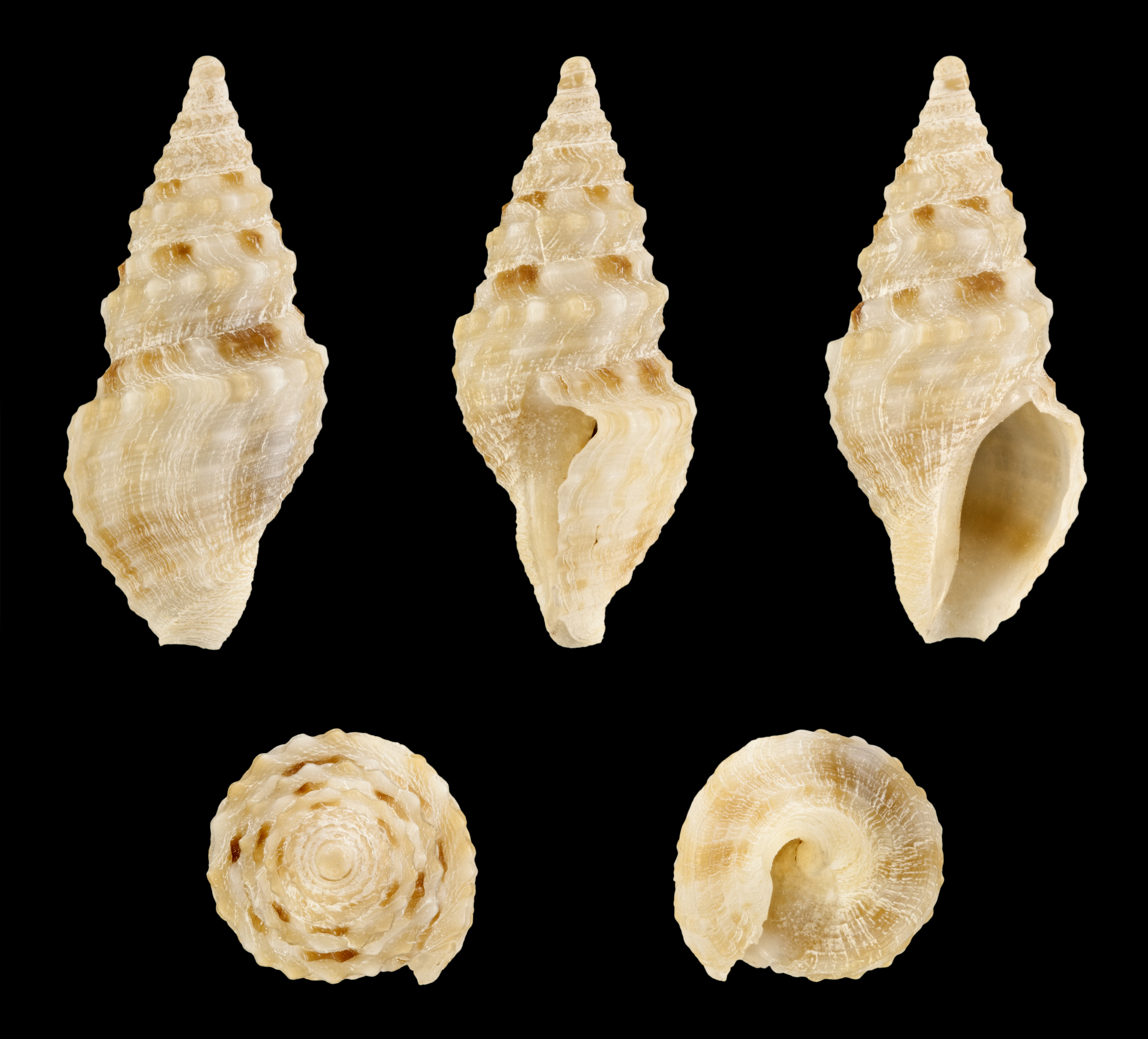
Epidirona quoyi, un Horaiclavidae.
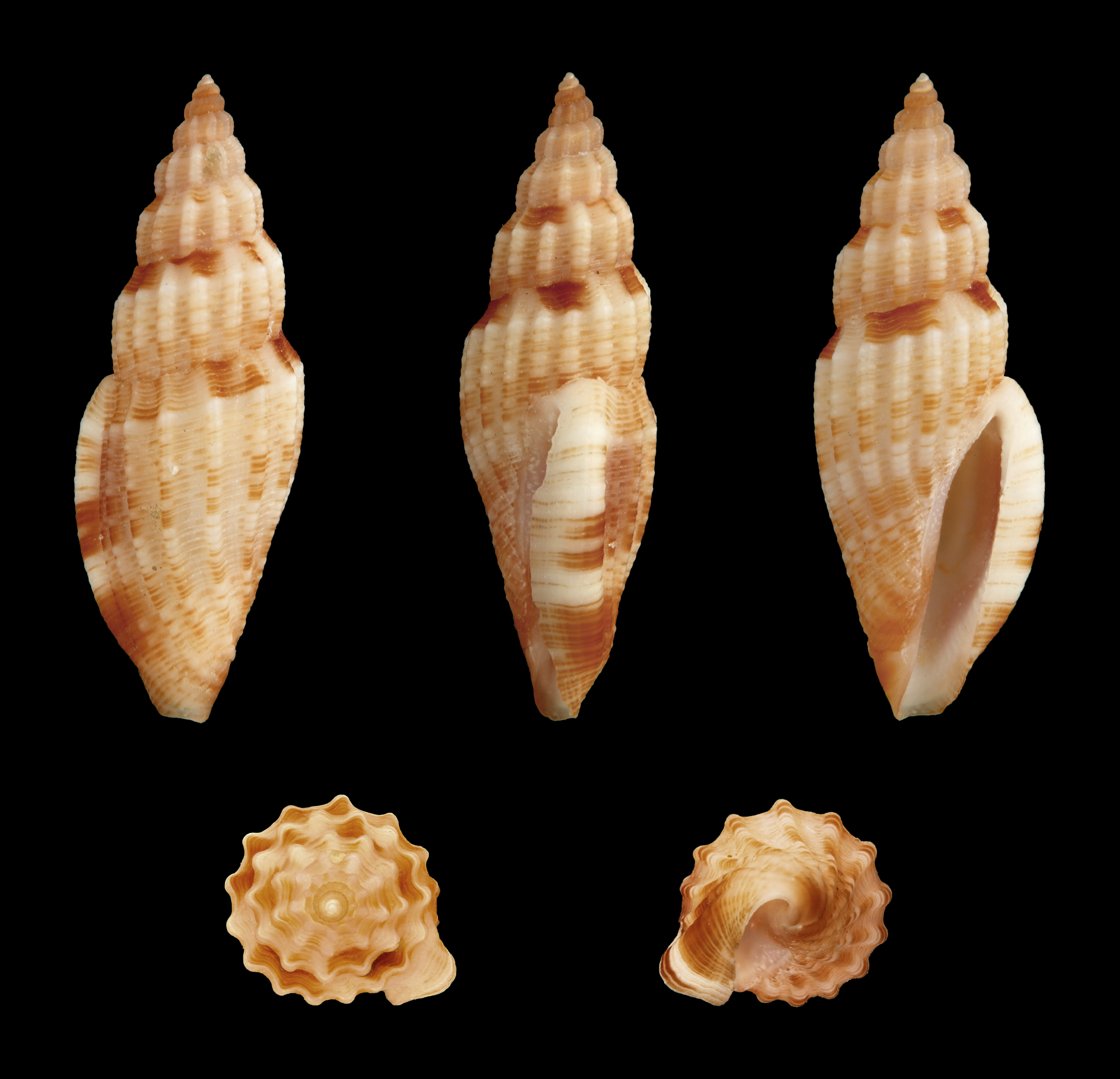
Gingicithara cylindrica, un Mangeliidae.
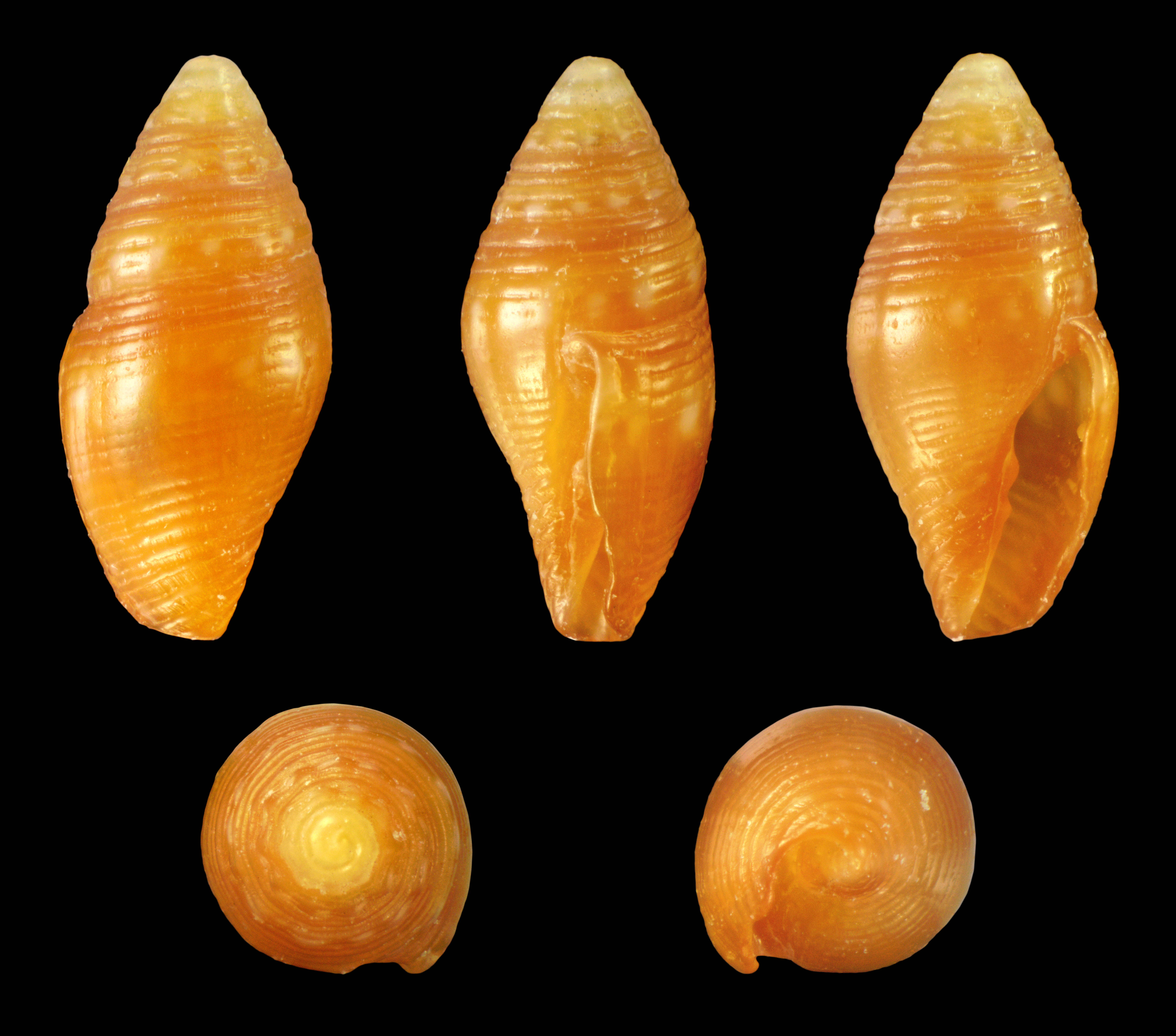
Mitromorpha canariensis, un Mitromorphidae.
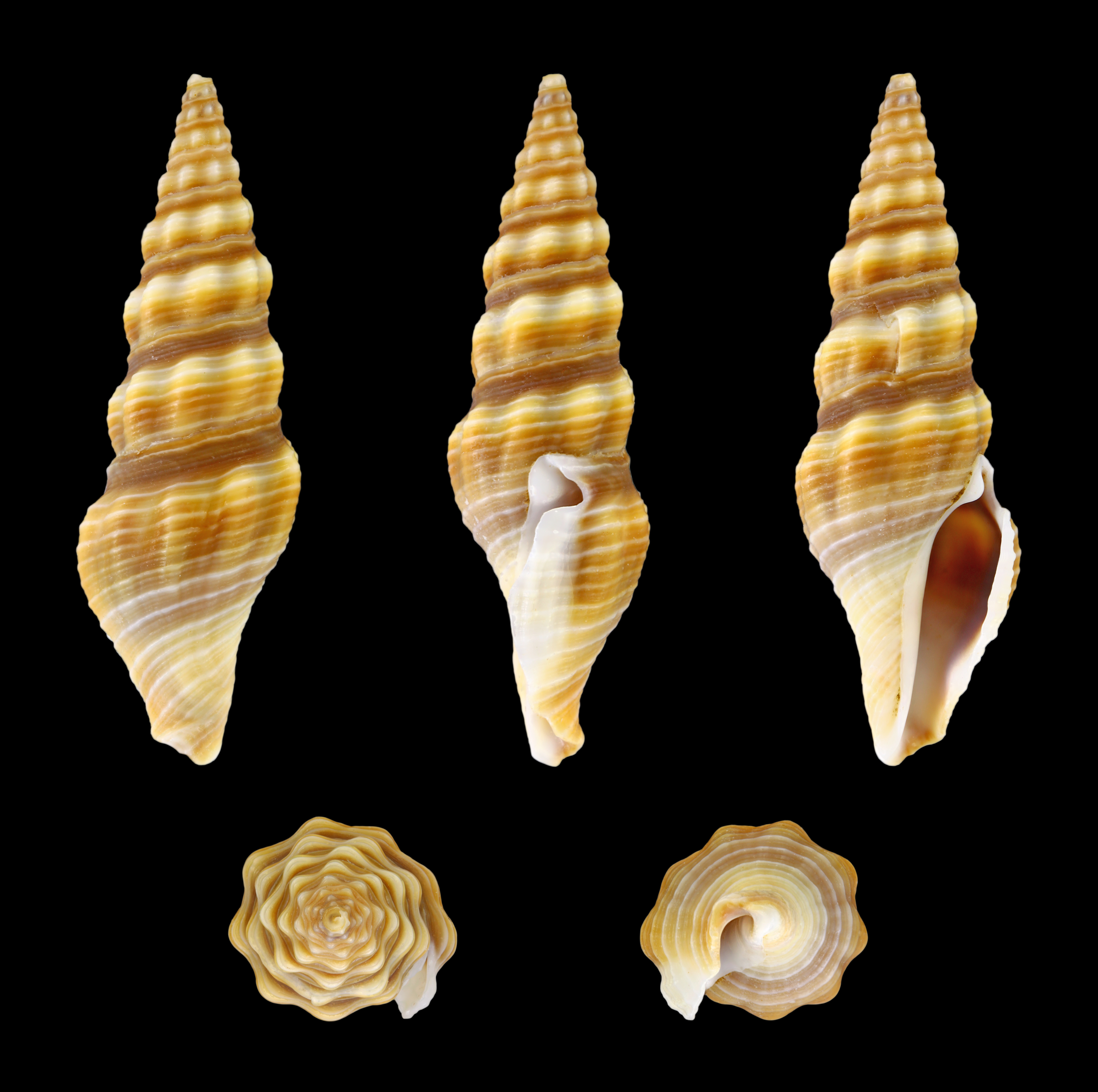
Ptychobela nodulosa, un Pseudomelatomidae.
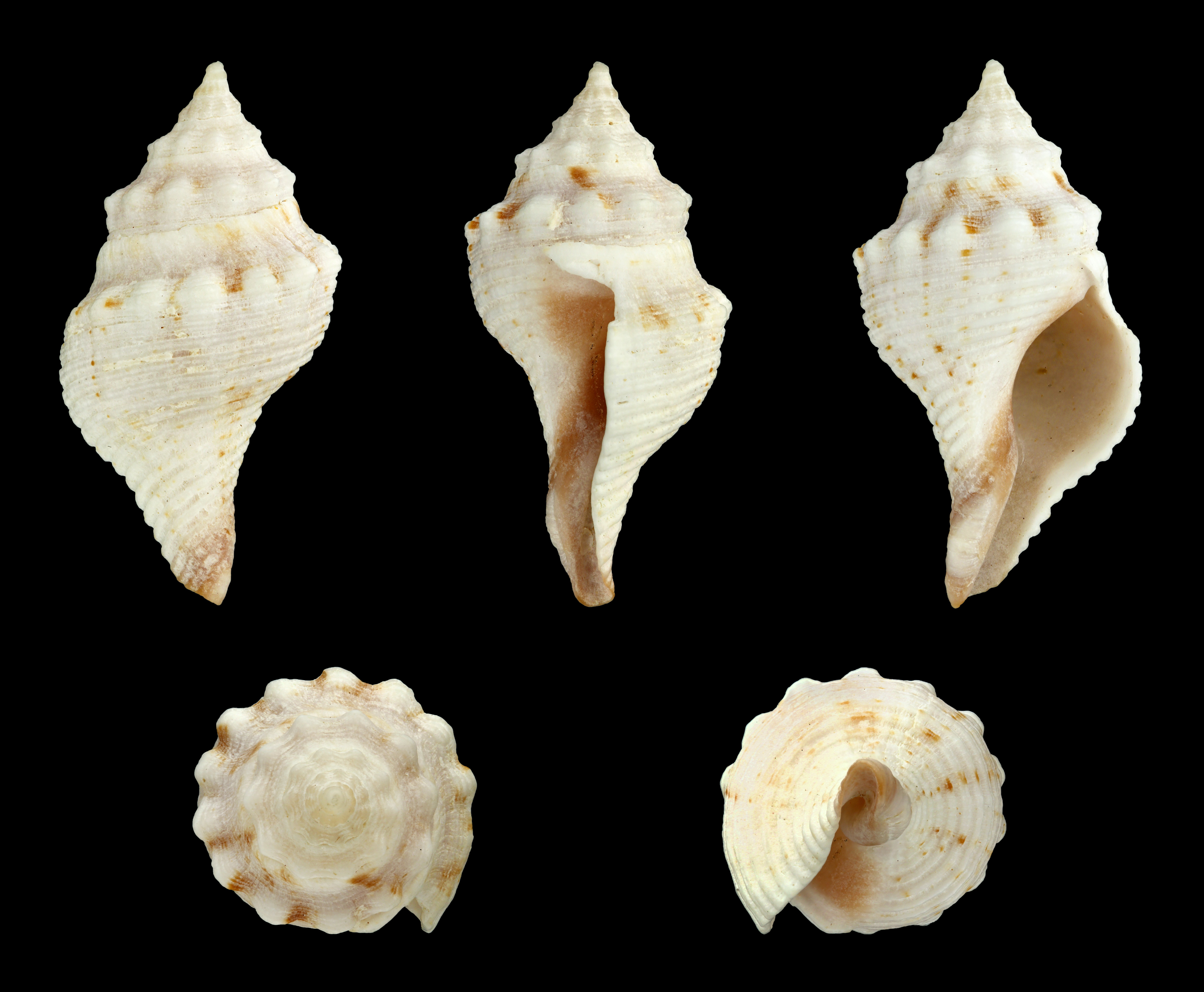
Gymnobela bairdii, un Raphitomidae.
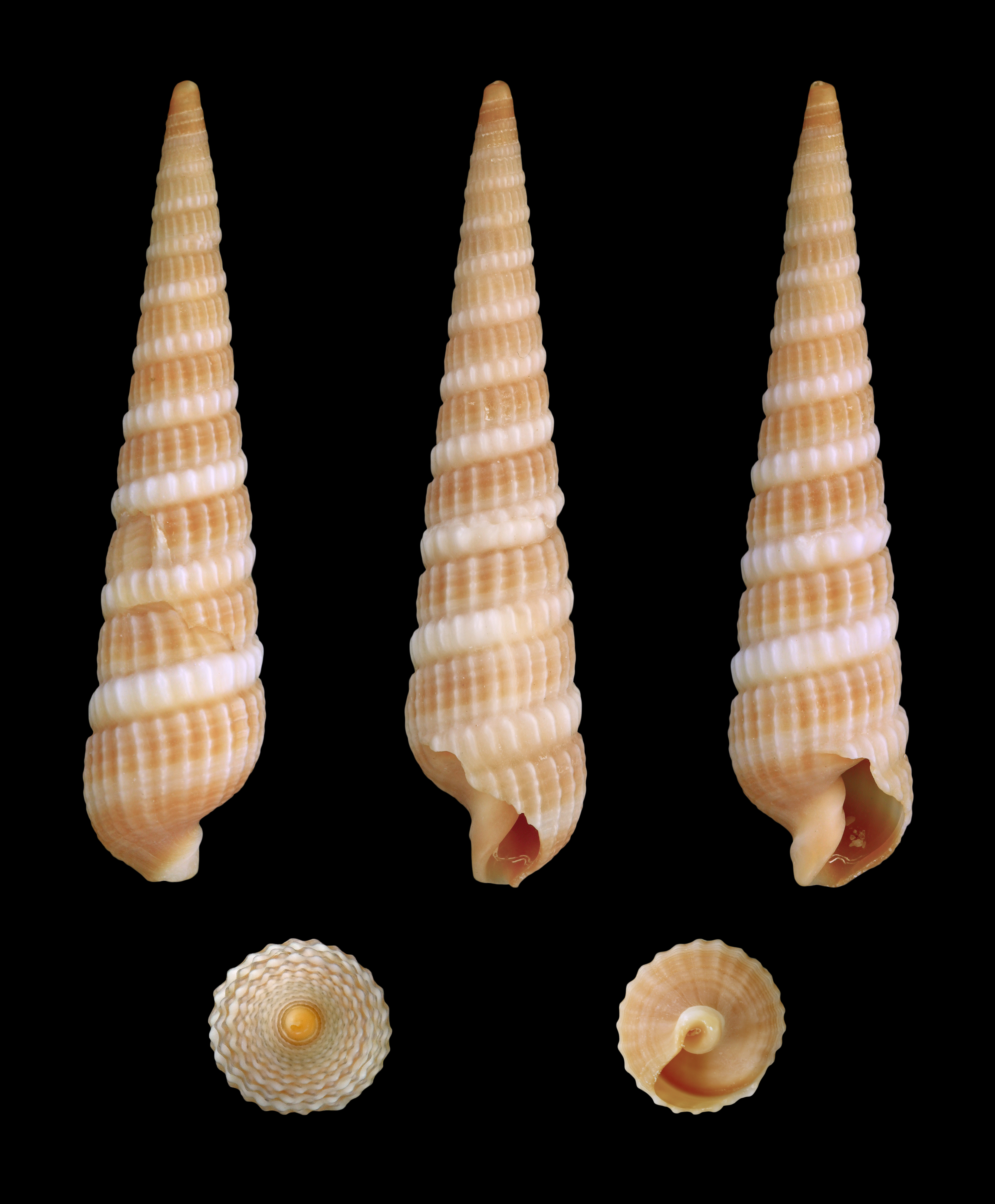
Terebra dislocata, un Terebridae.
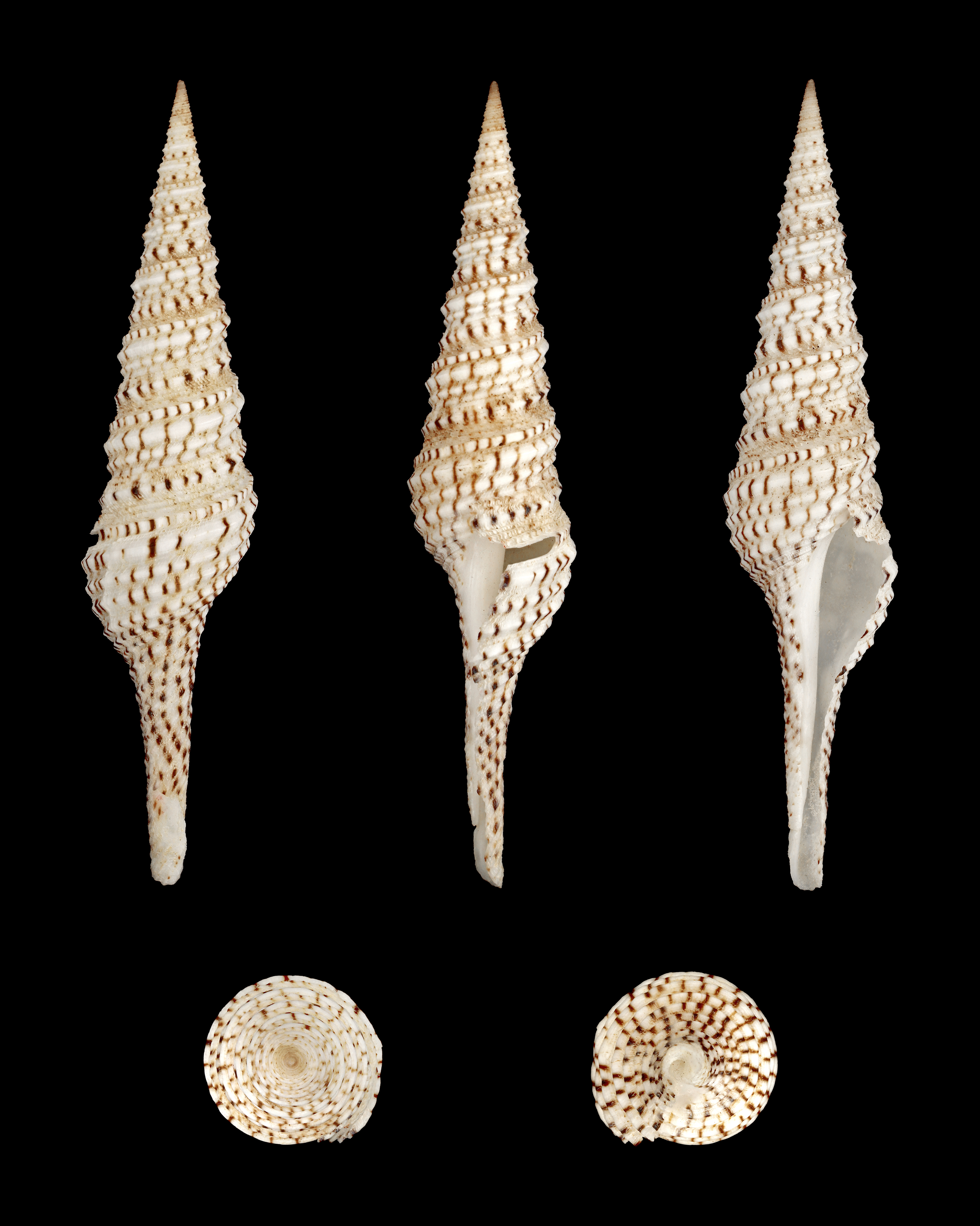
Turris crispa, un Turridae.